# Бичер Сити (Илиноис)
Бичер Сити (енгл. Beecher City) град је у америчкој савезној држави Илиноис.

## Демографија
По попису из 2010. године број становника је 463, што је 30 (-6,1%) становника мање него 2000. године.
| Група             | 2000.       | 2010.       |
| Белци             | 490 (99,4%) | 457 (98,7%) |
| Афроамериканци    | 0 (0,0%)    | 0 (0,0%)    |
| Азијати           | 0 (0,0%)    | 0 (0,0%)    |
| Хиспаноамериканци | 0 (0,0%)    | 4 (0,9%)    |
| Укупно            | 493         | 463         |